# Mohammadu Fasal
Mohammadu Naizer Mohamed Fasal (Panadura, 30 aprile 1990) è un calciatore singalese, attaccante del Blue Star e della nazionale singalese.

## Carriera

### Nazionale
Esordisce in nazionale il 12 marzo 2015, nella partita contro il Bhutan valevoli per le qualificazioni ai mondiali di calcio del 2018, entrando al settantacinquesimo al posto di Madushan de Silva.

## Statistiche

### Cronologia presenze in nazionale
| Cronologia completa delle presenze e delle reti in nazionale ― Sri Lanka | Cronologia completa delle presenze e delle reti in nazionale ― Sri Lanka | Cronologia completa delle presenze e delle reti in nazionale ― Sri Lanka | Cronologia completa delle presenze e delle reti in nazionale ― Sri Lanka | Cronologia completa delle presenze e delle reti in nazionale ― Sri Lanka | Cronologia completa delle presenze e delle reti in nazionale ― Sri Lanka | Cronologia completa delle presenze e delle reti in nazionale ― Sri Lanka | Cronologia completa delle presenze e delle reti in nazionale ― Sri Lanka |
| Data                                                                     | Città                                                                    | In casa                                                                  | Risultato                                                                | Ospiti                                                                   | Competizione                                                             | Reti                                                                     | Note                                                                     |
| ------------------------------------------------------------------------ | ------------------------------------------------------------------------ | ------------------------------------------------------------------------ | ------------------------------------------------------------------------ | ------------------------------------------------------------------------ | ------------------------------------------------------------------------ | ------------------------------------------------------------------------ | ------------------------------------------------------------------------ |
| 6-6-2019                                                                 | Zhuhai                                                                   | Macao                                                                    | 1 – 0                                                                    | Sri Lanka                                                                | Qual. Mondiali 2022                                                      | -                                                                        |                                                                          |
| 5-9-2019                                                                 | Colombo                                                                  | Sri Lanka                                                                | 0 – 2                                                                    | Turkmenistan                                                             | Qual. Mondiali 2022                                                      | -                                                                        | 63’                                                                      |
| 10-9-2019                                                                | Colombo                                                                  | Sri Lanka                                                                | 0 – 1                                                                    | Corea del Sud                                                            | Qual. Mondiali 2022                                                      | -                                                                        |                                                                          |
| 10-10-2019                                                               | Hwaseong                                                                 | Corea del Sud                                                            | 8 – 0                                                                    | Sri Lanka                                                                | Qual. Mondiali 2022                                                      | -                                                                        |                                                                          |
| 15-10-2019                                                               | Colombo                                                                  | Sri Lanka                                                                | 0 – 3                                                                    | Libano                                                                   | Qual. Mondiali 2022                                                      | -                                                                        | cap.                                                                     |
| 19-11-2019                                                               | Aşgabat                                                                  | Turkmenistan                                                             | 2 – 0                                                                    | Sri Lanka                                                                | Qual. Mondiali 2022                                                      | -                                                                        | cap. 71’                                                                 |
| 5-6-2021                                                                 | Goyang                                                                   | Libano                                                                   | 3 – 2                                                                    | Sri Lanka                                                                | Qual. Mondiali 2022                                                      | -                                                                        | 51’                                                                      |
| 9-6-2021                                                                 | Goyang                                                                   | Sri Lanka                                                                | 0 – 5                                                                    | Corea del Sud                                                            | Qual. Mondiali 2022                                                      | -                                                                        | 55’                                                                      |
| 1-10-2021                                                                | Malé                                                                     | Sri Lanka                                                                | 0 – 1                                                                    | Bangladesh                                                               | SAFF Championship 2021 - 1º turno                                        | -                                                                        | 46’                                                                      |
| 4-10-2021                                                                | Malé                                                                     | Sri Lanka                                                                | 2 – 3                                                                    | Nepal                                                                    | SAFF Championship 2021 - 1º turno                                        | -                                                                        | 46’ 78’                                                                  |
| 7-10-2021                                                                | Malé                                                                     | India                                                                    | 0 – 0                                                                    | Sri Lanka                                                                | SAFF Championship 2021 - 1º turno                                        | -                                                                        | 64’                                                                      |
| 10-10-2021                                                               | Malé                                                                     | Maldive                                                                  | 1 – 0                                                                    | Sri Lanka                                                                | SAFF Championship 2021 - 1º turno                                        | -                                                                        | 46’                                                                      |
| Totale                                                                   |                                                                          | Presenze                                                                 | 12                                                                       |                                                                          | Reti                                                                     | 0                                                                        |                                                                          |